# Condé-en-Normandie
Condé-en-Normandie es una comuna nueva francesa situada en el departamento de Calvados, de la región de Normandía.

## Historia
Fue creada el 1 de enero de 2016, en aplicación de una resolución del prefecto de Calvados de 1 de diciembre de 2015 con la unión de las comunas de Condé-sur-Noireau, La Chapelle-Engerbold, Lénault, Proussy, Saint-Germain-du-Crioult y Saint-Pierre-la-Vieille, pasando a estar el ayuntamiento en la antigua comuna de Condé-sur-Noireau.

## Demografía
| Gráfica de evolución demográfica de Condé-en-Normandie entre 1800 y 2013 |
|                                                                          |

Los datos entre 1800 y 2013 son el resultado de sumar los parciales de las seis comunas que forman la nueva comuna de Condé-en-Normandie, cuyos datos se han cogido de 1800 a 1999, para las comunas de Condé-sur-Noireau, La Chapelle-Engerbold, Lénault, Proussy, Saint-Germain-du-Crioult y Saint-Pierre-la-Vieille de la página francesa EHESS/Cassini. Los demás datos se han cogido de la página del INSEE.

## Composición
| Comuna delegada          | Código INSEE | Población (2013) | Superficie (km²) | Densidad (hab./km²) |
| ------------------------ | ------------ | ---------------- | ---------------- | ------------------- |
| Condé-sur-Noireau        | 14174        | 5244             | 12.53            | 419                 |
| La Chapelle-Engerbold    | 14152        | 105              | 4.07             | 26                  |
| Lénault                  | 14361        | 182              | 6.67             | 27                  |
| Proussy                  | 14523        | 399              | 12.64            | 32                  |
| Saint-Germain-du-Crioult | 14585        | 942              | 14.64            | 64                  |
| Saint-Pierre-la-Vieille  | 14653        | 351              | 12.43            | 28                  |